# Ceratosanthes
Ceratosanthes là một chi thực vật có hoa trong họ Cucurbitaceae.

## Loài
Chi Ceratosanthes gồm các loài: